# Municipalità di George Town
La municipalità di George Town è una delle 29 local government areas che si trovano in Tasmania, in Australia. Essa si estende su di una superficie di 652,6 chilometri quadrati ed ha una popolazione di 6.744 abitanti. La sede del consiglio si trova a George Town.